# Cedric Benson
Cedric Myron Benson (Midland, 28 dicembre 1982 – Austin, 17 agosto 2019) è stato un giocatore di football americano statunitense che ha militato nel ruolo di running back nella National Football League (NFL). Fu scelto nel corso del primo giro (4º assoluto) del Draft NFL 2005 dai Chicago Bears. Al college ha giocato a football coi Texas Longhorns.

## Carriera

### Chicago Bears
I Chicago Bears selezionarono Benson come quarto assoluto nel draft 2005, rendendolo il giocatore scelto più in alto dai Bears da Dan Hampton nel Draft NFL 1979. L'organizzazione dei Bears e Benson non riuscirono ad accordarsi in tempo sui termini del contratto, facendogli saltare l'intero training camp. Dopo una serrata di 36 giorni, Benson firmò un contratto quinquennale del valore di 35 milioni di dollari. I Bears avrebbero voluto fare di Benson il loro running back principale, ma l'impasse sulla firma del contratto gli fece perdere un significativo ammontare di allenamento. Benson al suo ritorno dopo la firma del contratto ricevette una fredda accoglienza poiché dichiarò che sarebbe partito come titolare entro la terza gara senza aver bisogno di allenamento. Jay Glazer riportò che alcuni giocatori avevano addirittura tentato di infortunarlo deliberatamente durante gli allenamenti, anche se l'ex guardia dei Bears Ruben Brown negò questa affermazione.

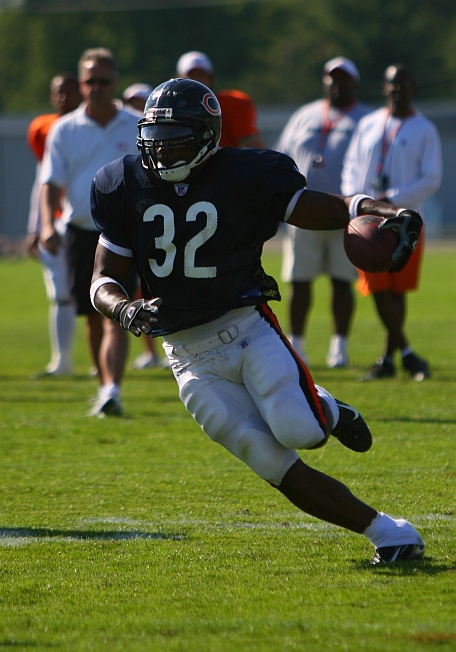
Cedric Benson durante il training camp dei Bears del 2007

La squadra fece giocare temporaneamente Thomas Jones come running back titolare all'inizio della stagione 2005. Le prestazioni di Jones impressionarono lo staff degli allenatori dei Bears, facendogli guadagnare il ruolo di titolare nelle due stagioni successive. Benson giocò occasionalmente e corse per 80 yard su 16 portate contro i New Orleans Saints nella sua miglior partita. Poco dopo soffrì una lesione del legamento collaterale mediale e saltò il resto della stagione.
Dopo la stagione 2005, i Bears considerarono di fare di Benson il titolare dopo che Thomas Jones aveva manifestato insoddisfazioni legate al proprio contratto. I piani della squadra andarono in fumo dopo che Benson si infortunò in una collisione con Brian Urlacher durante un allenamento. Anche se l'infortunio non fu serio, costrinse Benson a rimanere fuori dai giochi per la maggior parte della pre-stagione.
Malgrado Benson si fosse ripreso completamente dall'infortunio, Lovie Smith fece nuovamente di Jones il titolare dei bears. Benson segnò i suoi due primi touchdown durante la settimana 5 della stagione 2006 contro i Buffalo Bills. In una gara contro i New England Patriots disputata nella settimana 12, Benson si scontrò col linebacker Junior Seau, provondone la caduta e la frattura dell'avambraccio.
Giorni dopo, Benson sfidò l'allenatore Lovie Smith affermando che "la NFL non è come la scuola superiore o il college, ma i migliori giocatori non si trovano sempre sul campo". La settimana successiva, Benson superò Jones nelle yard corse e segnò un vitale touchdown contro i Minnesota Vikings. Col passare delle settimane, le azioni che videro la sua presenza aumentarono progressivamente,  fino a una partita in cui superò le 100 yard corse contro i Green Bay Packers.
Benson tornò ad essere il running back di riserva durante i playoff. Nella finale della NFC del 2006 contro i New Orleans Saints, Benson segnò un touchdown nell'ultimo periodo di gioco e corse un totale di 60 yard. Anche se giocò la maggior parte dei possessi della squadra, la sua controparte, Jones, segnò due touchdowns e corse 123 yard. Nella gara successiva, il Super Bowl XLI perso contro gli Indianapolis Colts, Benson si infortunò al ginocchio nel primo tempo e saltò il resto della partita.
Lovie Smith nominò Benson titolare dei Bears dopo aver scambiato Thomas Jones coi New York Jets. Benson faticò nel corso della pre-stagione ma ricevette abbastanza supporto dai suoi compagni di squadra e dall'allenatore mantenendo il posto di titolare. Egli corse solo 42 yard nella prima gara della stagione regolare e perse un pallone importante. Benson si riprese correndo 101 yard nella partita successiva. Dopo diverse gare inconsistenti, Benson iniziò a tenere un ritmo regolare dopo la settimana di pausa. In una delle sue migliori gare della stagione, Benson corse 95 yard e segnò un touchdown su 11 possessi. La gara successiva mantenne una media di 5,8 yard a possesso ma si infortunò alla caviglia e rimase fuori dai campi di gioco per il resto della stagione. Benson, che aveva corso per 647 yard e 4 touchdown, fu sostituito da Adrian Peterson.
Jerry Angelo, general manager dei Bears, espresse l'interesse ad acquisire un nuovo running back per rivitalizzare il gioco sulle corse dei Bears, terminato ultimo nella lega nell'ultima stagione. L'8 giugno 2008, Benson fu svincolato dai Bears dopo il secondo arresto collegato all'abuso di alcool nell'arco di cinque settimane.

### Cincinnati Bengals
Il 30 settembre 2008, Benson firmò un contratto annuale del valore di 520.000 dollari coi Cincinnati Bengals. DeDe Dorsey fu inserito in lista infortunati e Chris Perry fu nominato titolare. La stagione di Benson iniziò con una sconfitta contro i Dallas Cowboys, dove corse 10 volte per 30 yard. Cedric divenne il running back titolare dei Bengals nella settimana 7 contro i Pittsburgh Steelers. Benson corse 14 volte per 52 yard, oltre a provocare una commozione cerebrale alla safety degli Steelers Troy Polamalu. Nella successiva sconfitta 35–6 contro gli Houston Texans, il giocatore corse 13 volte per 49 yard e ricevette due palloni per 20 yard. I Bengals raggiunsero la prima vittoria della stagione per 21–19 contro i Jacksonville Jaguars, con Benson che corse 24 volte per 104 yard e un touchdown. Benson guidò i Bengals alla terza vittoria consecutiva con una grande prestazione contro i Washington Redskins nella settimana 15 in cui concluse con 161 yard totali, incluse 88 su ricezione. Nella settimana 16, Benson dominò i Cleveland Browns, correndo per 171 yard. Nell'ultima gara della stagione contro i Kansas City Chiefs, Benson corse 111 yard su 25 possessi. Nelle 12 gare disputate nella stagione 2008, Benson guadagnò 932 yard complessive: 747 su corsa e 185 su ricezione.
Prima della settimana 8 della stagione 2009, Benson guidava la NFL con 720 yard su corsa su 164 possessi (4,4 yard d media). Nella settimana 5, egli divenne il primo giocatore a correre oltre 100 yard contro i Baltimore Ravens nelle ultime 40 partite, quando ne corse 120 e segnò un touchdown. Nella settimana 7, Benson affrontò la sua ex squadra, i Chicago Bears, e corse un record in carriera di 189 yard e un touchdown.
Benson superò per la prima volta le mille yard stagionali e stabilì il record dei Bengals con 6 gare da oltre 100 yard. La sua stagione lo vide terminare all'ottavo posto nella NFL con 1.251 yard corse, malgrado avesse disputato solo 13 partite. Nei playoff stabilì il record di franchigia con 169 yard corse nella sconfitta 24–14 contro i New York Jets.
Anche nelle stagioni 2010 e 2011 Benson superò le mille yard stagionali, giocando tutte le partite come titolare tranne una e segnando rispettivamente 6 e 7 touchdown nelle due stagioni. Nei playoff del 2011, Cedric corse solo 14 yard nella sconfitta al primo turno contro gli Houston Texans. Alla fine dell'annata 2011 divenne un free agent e i Bengals decisero di non rinnovargli il contratto.

### Green Bay Packers
Il 12 agosto 2012, Benson firmò con i Green Bay Packers. Cedric disse di aver ricevuto offerte anche dai Detroit Lions e dagli Oakland Raiders ma di aver scelto i Packers per puntare a vincere il Super Bowl. Nel debutto coi Packers, Benson corse 18 yard su 9 tentativi, nella sconfitta 30-22 in casa coi San Francisco 49ers. Il giovedì successivo, Benson e i Packers si rifecero battendo gli storici rivali dei Bears. Green Bay dall'inizio della partita puntò sul gioco sulle corse e Cedric terminò con 81 yard guadagnate su 20 possessi oltre a ricevere 4 passaggi per 35 yard.
Nella settimana 3 Packers persero contro i Seattle Seahawks per 14-12 con un controverso passaggio da touchdown di Russell Wilson all'ultimo istante della partita su una situazione di quarto&24. Benson corse 45 yard e segnò l'unico touchdown dei Packers.
Nella settimana 4 i Packers superarono 28-27 i New Orleans Saints: Cedric corse 84 yard su 18 tentativi. Nella settimana successiva Benson si infortunò nella gara contro gli Indianapolis Colts, venendo costretto a un probabile stop di 8 settimane.

## Palmarès
- (1) Running back della settimana
- Doak Walker Award (2004)